# لوپیتا فرر
لوپیتا فرر (متولد ۶ دسامبر ۱۹۴۷ در ماراکایبو، ونزوئلا) بازیگر تئاتر، فیلم و تلویزیون اهل ونزوئلا است.

## زندگی‌نامه
نام اصلی لوپیتا فرر، ابتدا یولاندا گوادلوپ فرر بود که در ماراکایبو پدر و مادر مهاجر اسپانیایی به دنیا آمد. زیبایی (به خصوص چشمان بزرگ و نافذ) و حضور قوی روی صحنه دلیل اصلی معروفیت او بود.
فرر ابتدا با تئاتر آغاز کرد و در سن ۱۵ سالگی در «هملت» شکسپیر در نقش اوفلیا ظاهر شد. در سن ۱۸ سالگی رئیس جمهور وقت کشور رائول لئونی بازی او در نمایش نامه دونا رزیتا لاسولترا را دید و بسیار تحت تأثیر استعداد او قرار گرفت.
وی در در دهه۱۹۶۰ در شرکت‌های مکزیکی و و مکزیکی ونزوئلایی در کنار بازیگرانی مانند ماریو مورنو Cantinflas بازی کرد و در دهه ۱۹۷۰ به هالیوود راه پیدا کرد و در کنار بازیگرانی مانند تونی کورتیس قرار گرفت.
اولین تله نولاهایی که بازی کرد، نخست اسمرالدا بود که در آن نفش یک زن نابینای جوان را بازی میکرد، سپس ماریانا دلانوچه (۱۹۷۵) بود که در مورد عشق ممنوع ماریانا مونته‌نگرو و ایگناسیو لوگو ناوارو (خوزه باردینا) بود، سپس ماریا ترزا را بازی کرد، داستان زنی که با مردن دخترش دیوانه می‌شود ، کارهای بعدی او نیز زولیانتیا و کریستال نام داشت.
او امروز در میامی زندگی می‌کند.
او با کارگردان آمریکایی هال بارتلت ازدواج وبا او چهارسال زندگی کرد. بارتلت او را در فیلم خود فرزندان سانچز (۱۹۷۸) در کنار آنتونی کوئین و دولورس دل ریوی معروف قرار داد، این فیلم بیشتر به خاطر موسیقی خوب آن شناخته شده‌است که جایزه گرمی برد و  اثر چاک مانجونه بود.
در سال ۱۹۸۵ او در یک تله نولای بسیار موفق به نام «کریستال» بازی می‌کند که در رادیو کاراکاس تلویزیون تهیه و در ونزوئلا پخش می‌شود. او در این اثر نقش شخصی به نام ویکتوریا آسکانو را بازی می‌کند، دختر معصومی که با یک کشیش جوان آشنا و در اثر آمیزش سریع و متجاوزانه، از او باردار می‌شود و پس از تولد دخترش مجبور به ترک او می‌شود. سال‌ها بعد با یک دست مصنوعی بازمی‌گردد در حالی که صاحب یک شرکت بزرگ طراحی لباس شده‌است و پس از کمی دختر بسیار زیبایی را به خدمت می‌گیرد که پس از مدتی متوجه می‌شود فرزند او است که مدت‌ها است وی را ندیده و احساس بیگانگی که دختر به وی می‌دهد باعث می‌شود او احساس گناه کند. این اثر بسیارموفق بود و در آمریکای جنوبی، آمریکا، اروپا و آسیا به بسیاری از زبان‌ها دوبله شد.
در سال ۲۰۰۶ وی دوباره سریال درامی به نام بتی زشت را بازی می‌کند که در آن منقش یک بازیگر تله نولا را دارد و با پرستاری که در این نمایش بازی می‌کند (سلما هایک) دعوا می‌کند. در سال ۲۰۰۷ فرر در پکادوس آخنوس محصول شرکت تله موندو بازی و نقش خانم آگاتا مرسناریو را بازی می‌کند. در سال ۲۰۱۰ فرر در اوا لونا محصول شرکت یونیویژن استودیوز در نقش خوستا والدز ظاهر می‌شود.

## فیلم‌ها

### فیلم
| سال  | عنوان                                       | نقش             | یادداشت    |
| ---- | ------------------------------------------- | --------------- | ---------- |
| ۱۹۶۵ | من در هکتار gustado un hombre               | گلوریا          | اولین فیلم |
| ۱۹۶۸ | La cama                                     |                 |            |
| ۱۹۶۹ | Lío د ناز                                   | Luisa           |            |
| ۱۹۶۹ | Duelo en El Dorado                          |                 |            |
| ۱۹۶۹ | سازمان ملل متحد Quijote گناه mancha         | Angélica        |            |
| ۱۹۷۰ | El manantial del amor                       |                 |            |
| ۱۹۷۰ | ال oficio más دل موندو antiguo              | Estela          |            |
| ۱۹۷۰ | Las chicas malas del padre مندز             |                 |            |
| ۱۹۷۰ | ال cinico                                   | روبرتا اوریبه   |            |
| ۱۹۷۰ | La vida inútil د Pito پرز                   |                 |            |
| ۱۹۷۱ | لس corrompidos                              |                 |            |
| ۱۹۷۱ | OK کلئوپاترا                                |                 |            |
| ۱۹۷۲ | Una mujer از من بپرسید!                     |                 |            |
| ۱۹۷۸ | Los hijos de سانچز                          | Consuelo سانچز  |            |
| ۱۹۸۳ | Balboa                                      | ریتا کارلو      |            |
| ۱۹۹۶ | Tú asesina que nosotras limpiamos la sangre | ماری کلمنت      |            |
| ۱۹۹۶ | دلمه‌شده                                     | ماری کلمنت      |            |
| ۲۰۱۵ | آنا ماریا در Novela زمین                    | Sra. De La Roca |            |
| ۲۰۱۵ | Medardo                                     | Doña رزا        |            |
| ۲۰۱۷ | Donaire در y Esplendor                      | Massiel         |            |

### تلویزیون
| سال       | عنوان                      | نقش                                    | یادداشت                |
| --------- | -------------------------- | -------------------------------------- | ---------------------- |
| ۱۹۶۷      | Donde هیچ llega ال سل      | اولین تلویزیون                         |                        |
| ۱۹۶۹      | Tú eres mi destino         |                                        |                        |
| ۱۹۶۹      | La frontera de cristal     |                                        |                        |
| ۱۹۷۰      | Esmeralda                  | Esmeralda در ریورا                     | نقش سرب                |
| ۱۹۷۲      | ماریا ترزا                 | ماریا ترزا / Muñeca Montiel            | نقش سرب                |
| ۱۹۷۵      | Mi hermana gemela          | مارتا / مارا                           | نقش سرب                |
| ۱۹۷۵      | ماریانا de la noche        | ماریانا                                | نقش سرب                |
| ۱۹۷۷      | لا zulianita               | مارتا ماریا دمینگوز                    | نقش سرب                |
| ۱۹۷۹      | جولیا                      | جولیا                                  | نقش سرب                |
| ۱۹۸۱      | Ligia Sandoval             | Ligia Sandoval                         | نقش سرب                |
| ۱۹۸۴      | Los años felices           | Marcela                                |                        |
| ۱۹۸۵      | Cristal                    | ویکتوریا آسکانو                        | نقش سرب                |
| ۱۹۸۸      | Amándote                   | Lisette Mistral                        | سری به طور منظم        |
| ۱۹۹۰      | Amándote دوم               | Lisette                                | سری به طور منظم        |
| ۱۹۹۲      | Las dos Dianas             | کاتالینا                               | نقش سرب                |
| ۱۹۹۳      | Rosangelica                | سیسیلیا Gel de la Rosa                 | سری به طور منظم        |
| ۱۹۹۳      | Truhanes                   | "Dos mujeres ofendidas" (فصل ۱ قسمت ۶) |                        |
| ۱۹۹۵      | مرلیا                      | Ofelia Santibáñez کامپوس میراندا       | سری به طور منظم        |
| ۱۹۹۶      | ندا شخصی                   | ماریا دولورس de los Reyes              | تکرار نقش              |
| ۱۹۹۷      | Destino de mujer           | شفق قطبی                               | شرکت سرب نقش           |
| ۱۹۹۹      | Rosalinda                  | والریا Del Castillo                    | آنتاگونیست اصلی        |
| ۲۰۰۱      | سلدد                       | ویکتوریا الورز Calderón                | سری به طور منظم        |
| ۲۰۰۳      | Amor descarado             | Morgana اتل                            |                        |
| ۲۰۰۴      | Inocente de ti             | Gabriela اسمیت                         |                        |
| ۲۰۰۶      | زشت بتی                    | غنی،                                   | "خلبان" (فصل ۱ قسمت ۱) |
| ۲۰۰۷      | Pecados ajenos             | Ágata Mercenario                       | آنتاگونیست اصلی        |
| ۲۰۱۰      | اوا لونا                   | Justa Valdéz                           | تکرار نقش              |
| ۲۰۱۲      | رزا diamante               | Rosaura ستمیر                          | نقش سرب                |
| ۲۰۱۵      | Voltea pa' que te enamores | دونا النا Salas                        | تکرار نقش              |
| ۲۰۱۶–۲۰۱۷ | لا فن                      | سیلویا                                 | ظاهر خاص               |

## موسیقی‌ها
- 1992: Tiemblo
- 1970: Esmeralda